# Масальський острів
О́стрів Маса́льський — ландшафтний заказник місцевого значення в Україні; лісопарк. Розташований на території Пирятинського району Полтавської області, біля східної околиці міста Пирятина. Зусебіч оточений болотами та річкою Удай.
Лісопарк «Острів Масальський» — затверджений як заказник рішенням Полтавського облвиконкому № 355 від 24 вересня 1978 р. Належить Пирятинському лісгоспу.
Площа — 47 га (ліс — 43,7 га, болото — 3,0 га, шляхи — 0,3 га).
Острів має естетичне, природоохоронне та водоохоронне значення.
Рослинність острова різноманітна і представлена водними, прибережно-водними та лісовими угрупованнями рослин, серед яких зафіксовано низку рідкісних та мало поширених для регіону видів.
Водна рослинність р. Удаю представлена переважно угрупованнями водяного різака алоеподібного. Ця рослина масово розвивається в р. Удай і тому не має потреби в охороні. В значно меншій кількості трапляються глечики жовті, жабурник звичайний, а також водна папороть — їх занесено до Червоної книги України.
Прибережно-водна рослинність вздовж р. Удаю представлена угрупованнями очерету звичайного, рогозу вузьколистого. Найбільші площі займають заболочені ділянки, представлені вільшаником.
Основу трав'янистого покриву утворюють угруповання осоки омської, хвоща річкового та інші.
Значну ботанічну цінність має ділянка листяного лісу із віковими (понад 100 років) дубами. Трав'яний покрив типовий для широколистяного лісу. У зволожених місцях поширені в чисельному виді популяції орхідеї, зозулині сльози яйцеподібні, занесені до Червоної книги України.
Лісонасадження зі сосни та вільхи віком 60—80 років (окремі — понад 100 років).
Загалом флора острова багата, різноманітна за складом, характеризується наявністю рідкісних видів.
На території ботанічної пам'ятки з метою збереження природного комплексу рослинності заборонено вирубку дерев та кущів, випасання худоби, розведення багать, будівництво, меліоративні роботи.
Острів Масальський — улюблене місце відпочинку пирятинців, особливо влітку. Сюди приходять цілими родинами, з друзями. Тут облаштовано невеличку територію для занять фізичними вправами, концертний і дитячий майданчики. Також є пляжі з білим піском. Пирятинці дали їм назву «чоловіча та жіноча купальня», як це було ще за місцевого пана Масальського.
В перспективі можливе створення біля острова бази відпочинку. Перехід на острів здійснюється лише по земляній дамбі, насипаній через болото, а потім через понтонний міст.

## Галерея

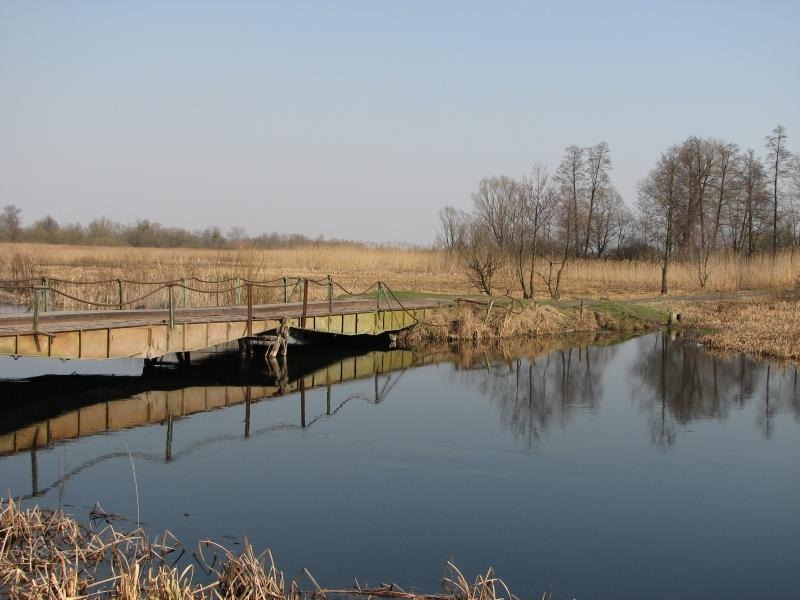
Місток на острів
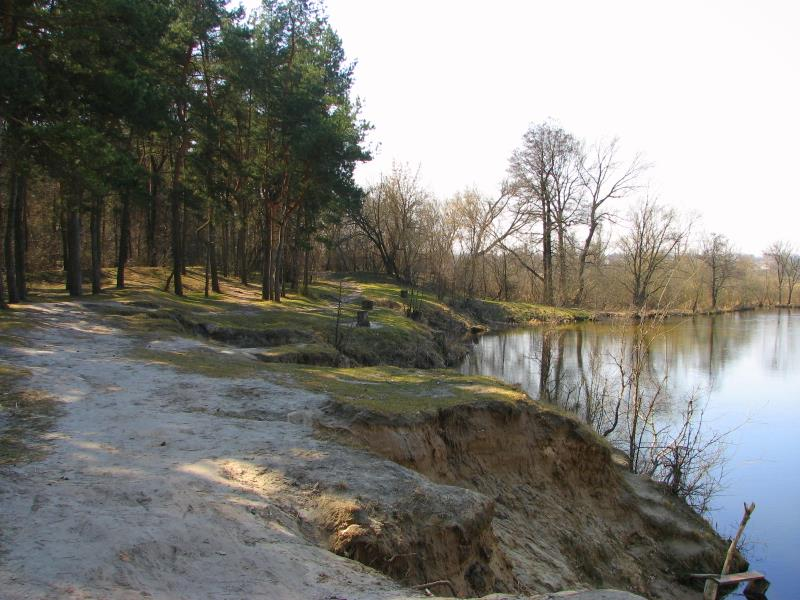
Піщаний берег
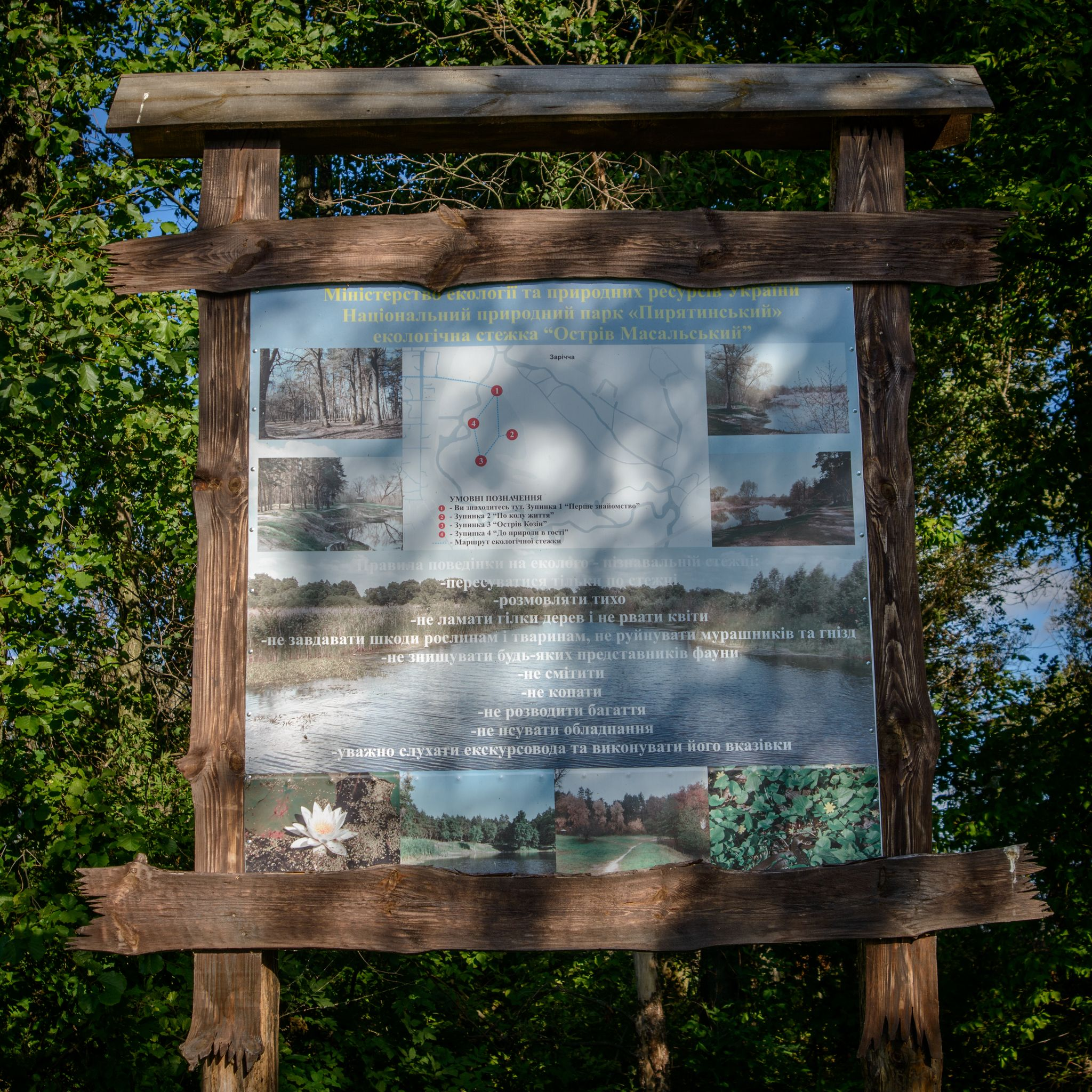
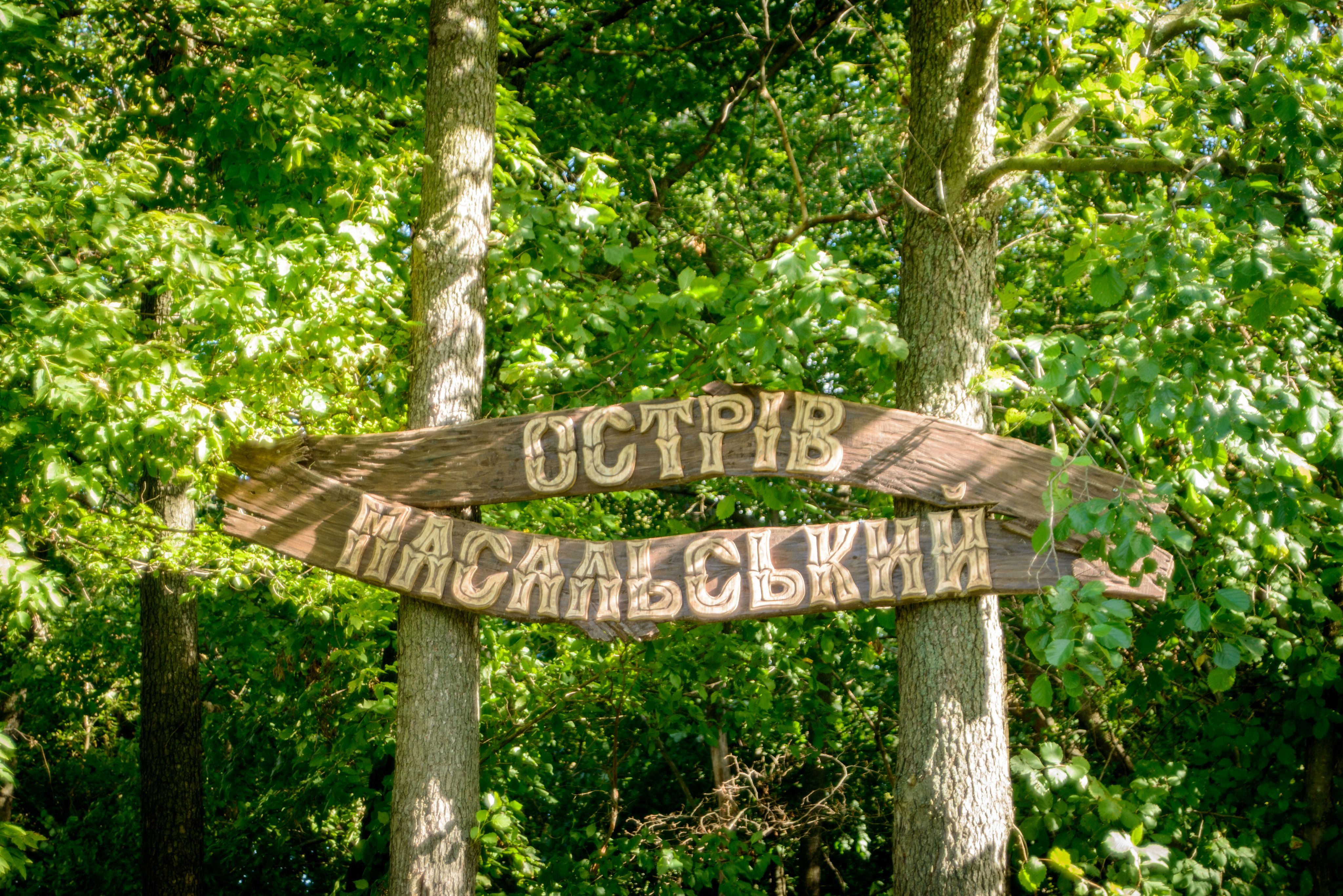
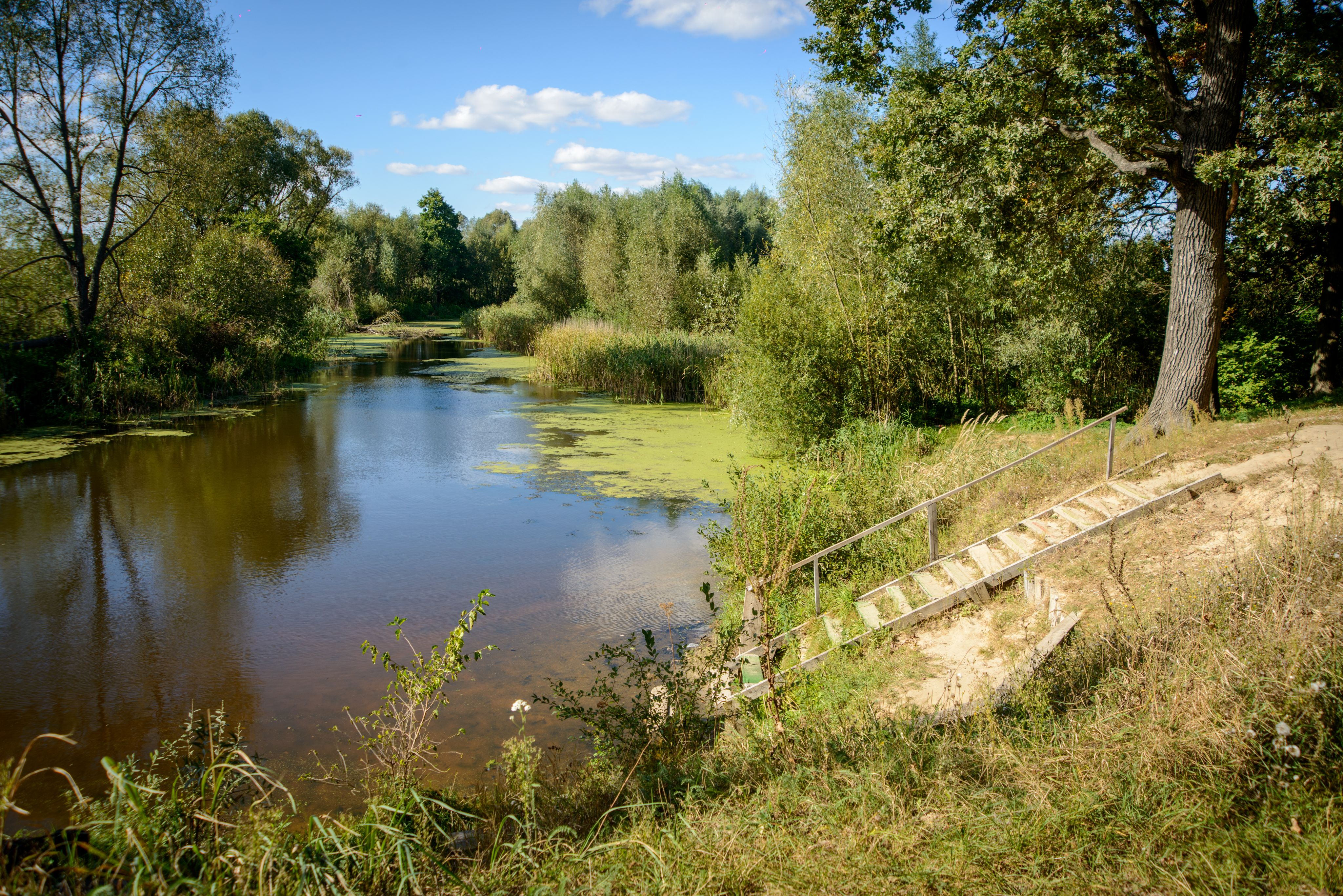
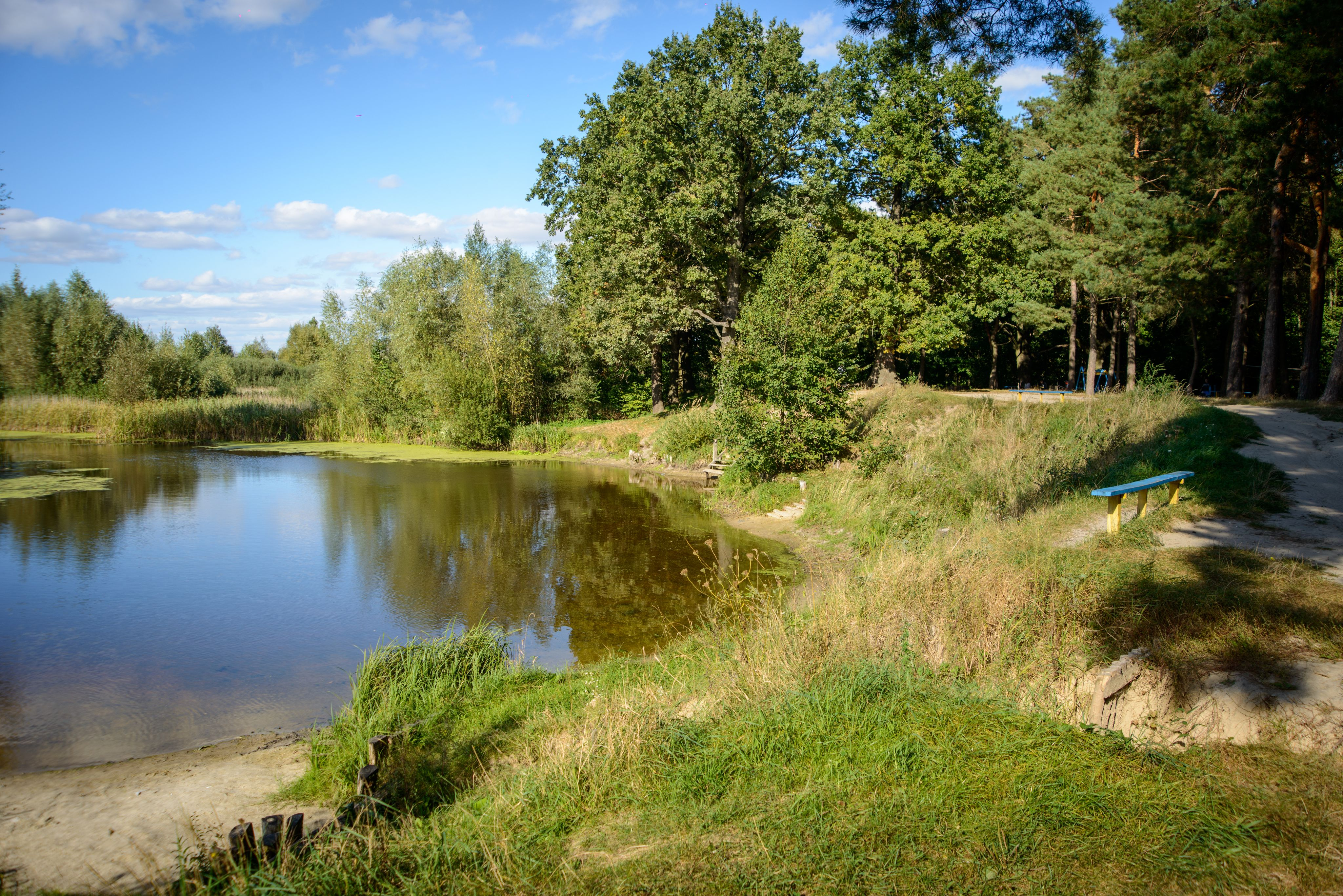
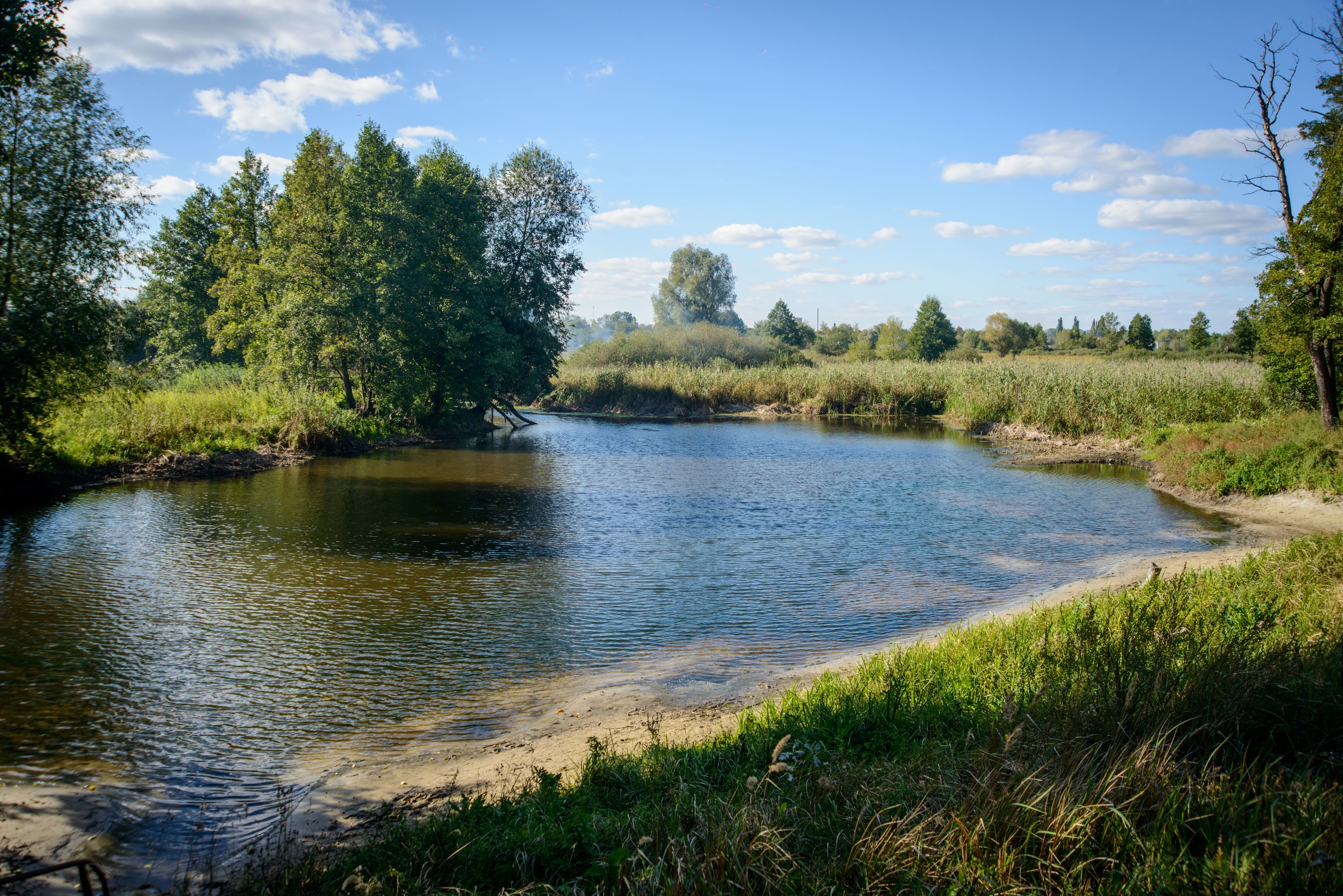
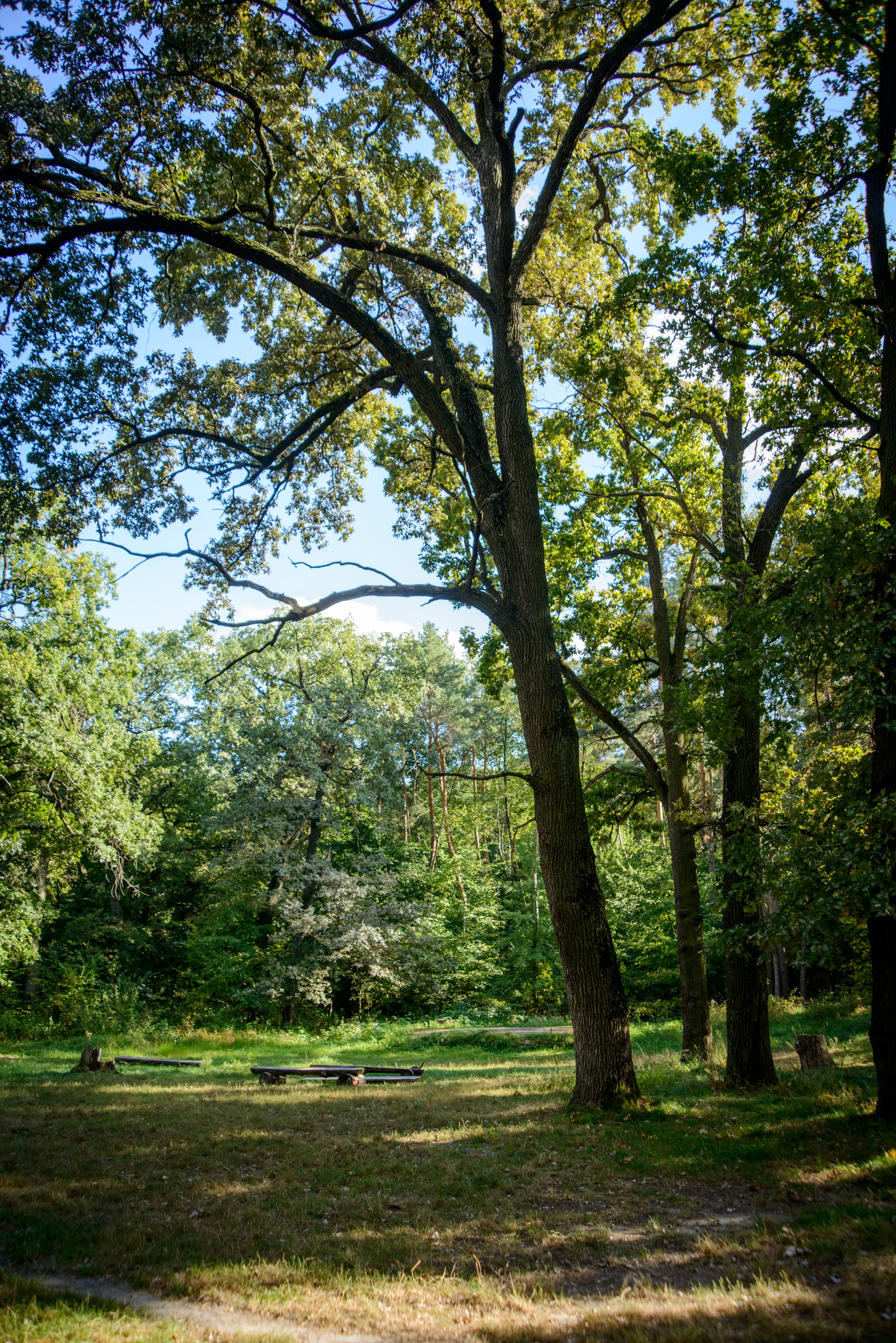
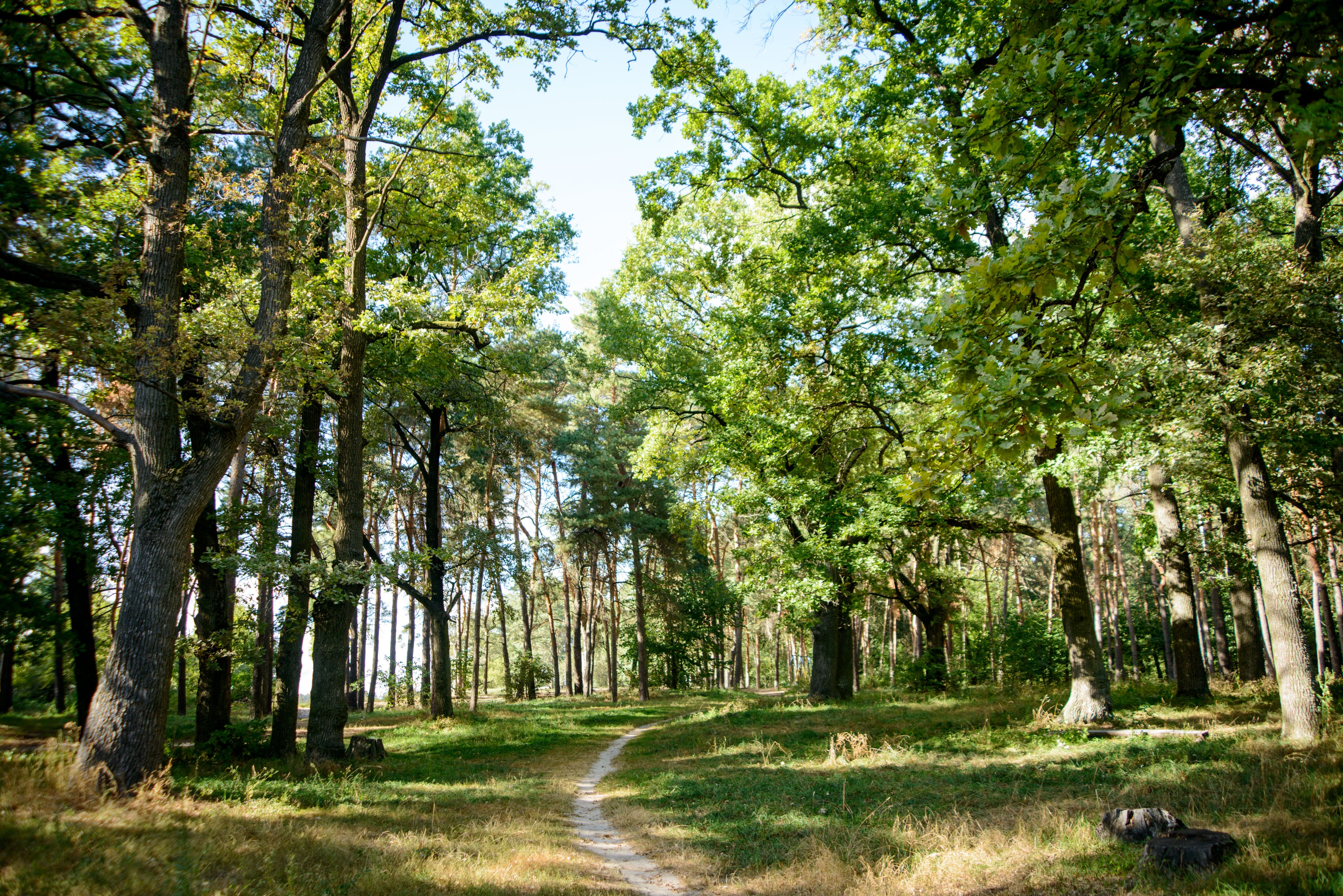
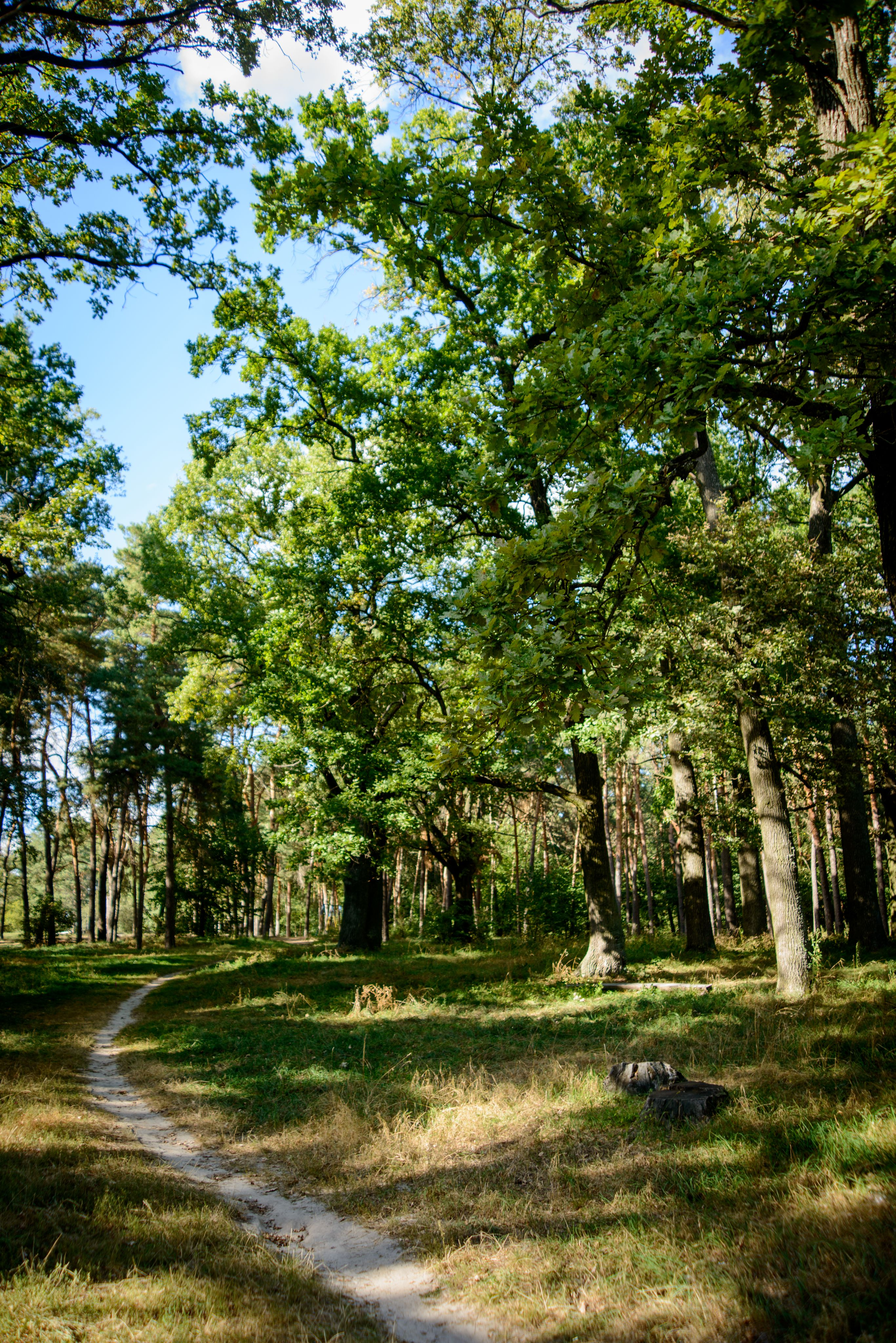
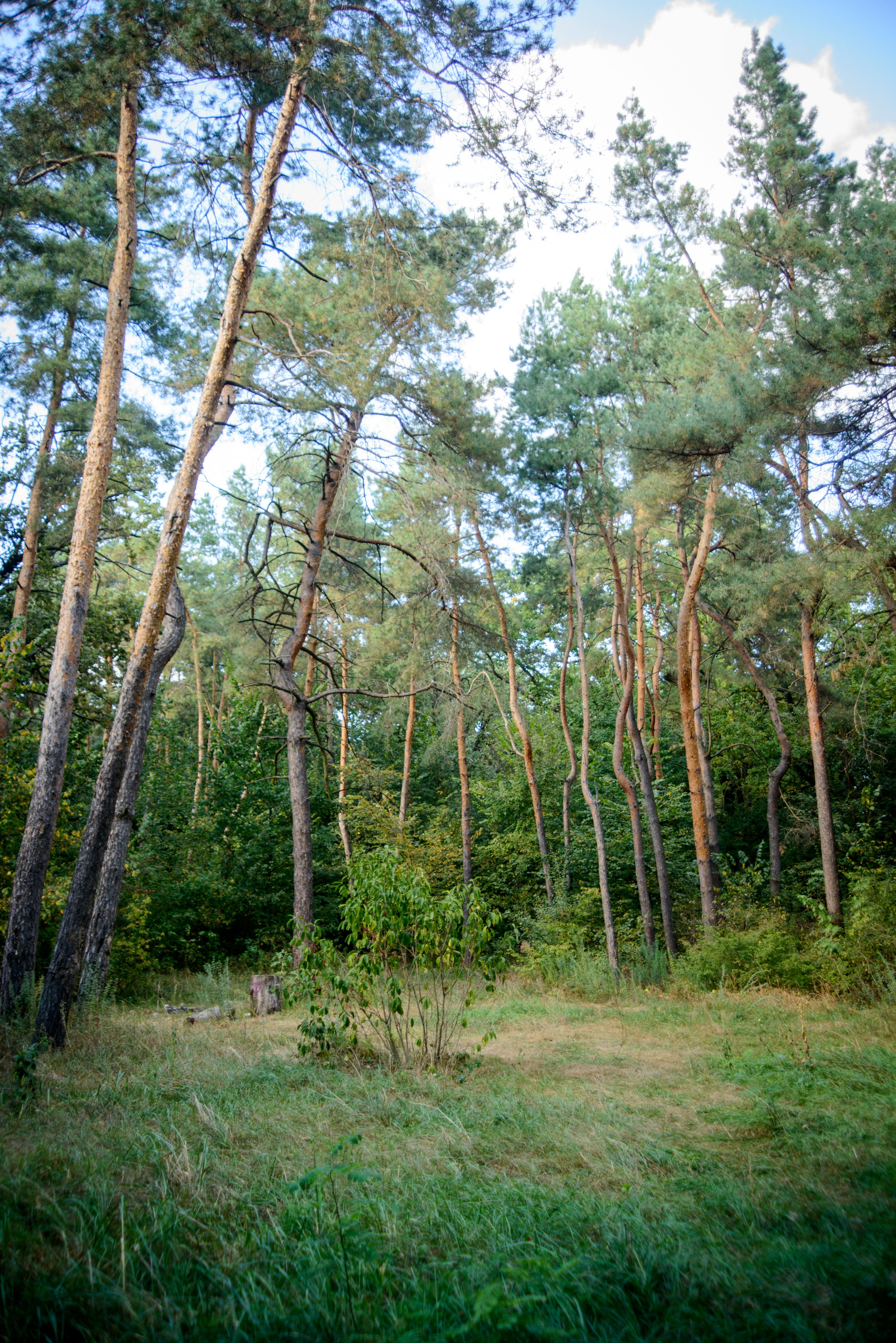
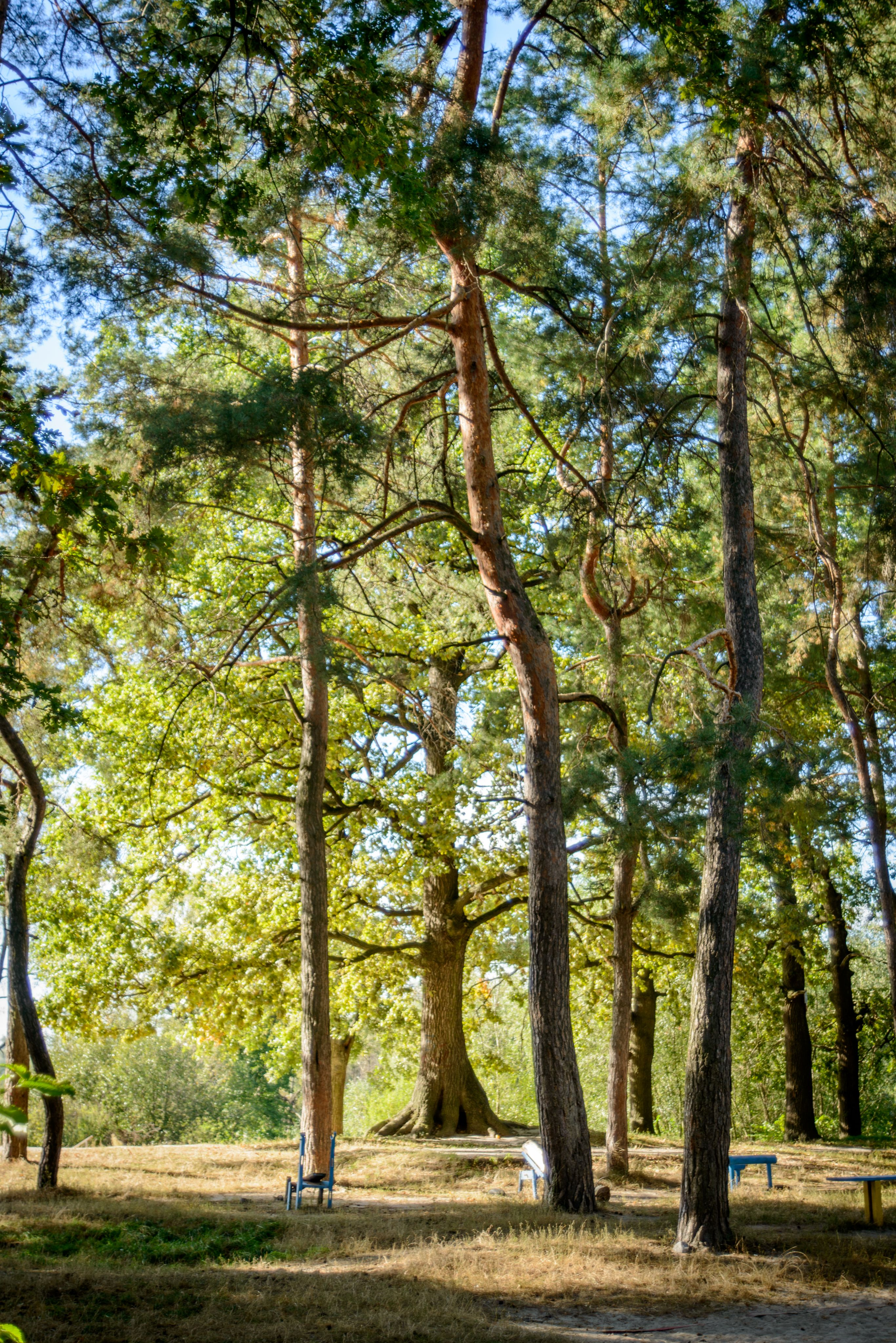
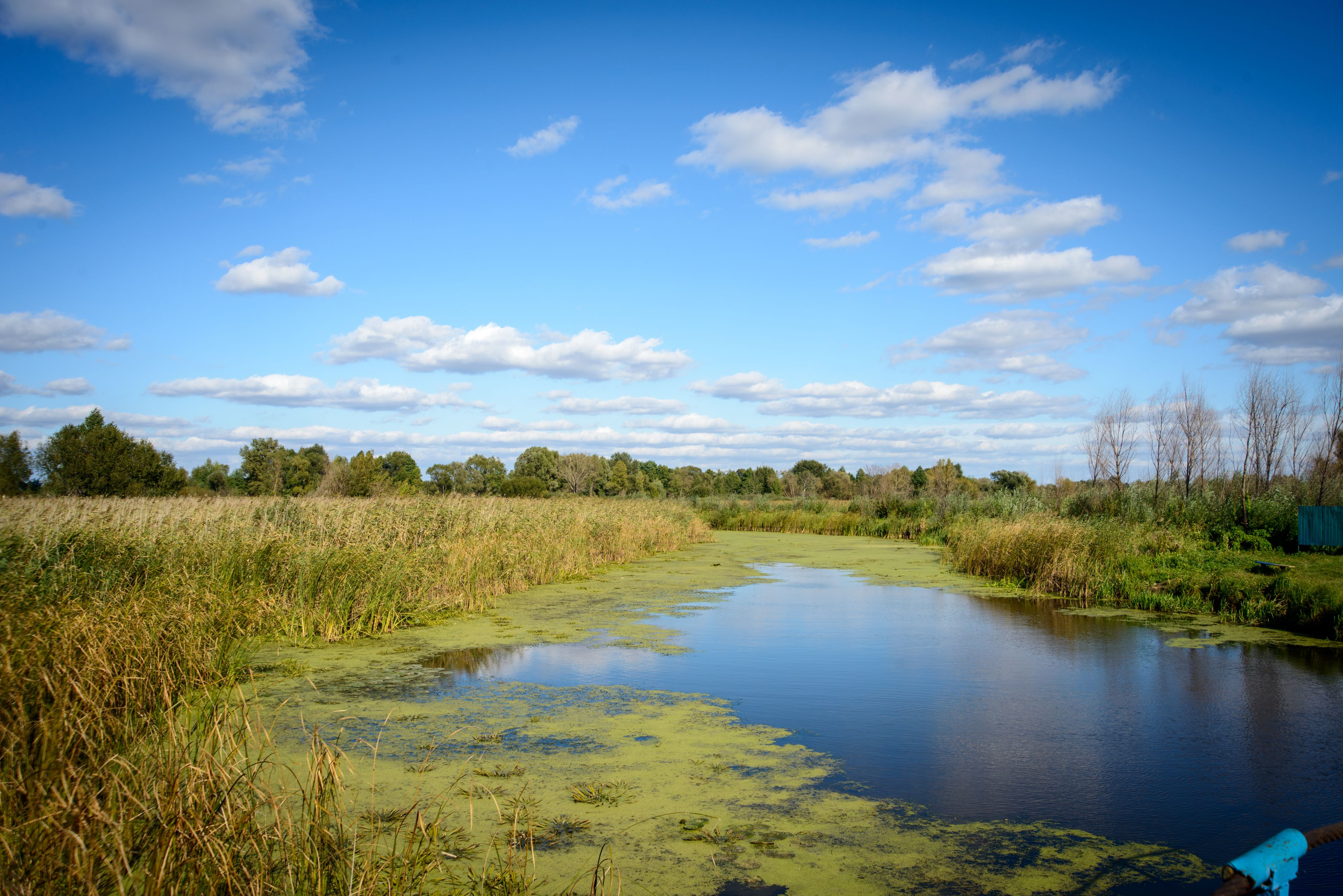